# Musca asiatica
Musca asiatica är en tvåvingeart som beskrevs av Shinonaga och Tadao Kano 1977. Musca asiatica ingår i släktet Musca och familjen husflugor.
Artens utbredningsområde är Thailand. Inga underarter finns listade i Catalogue of Life.